# Клеопатра Єрусалимська
Клеопатра Єрусалимська (грец. Κλεοπάτρα) — п'ята дружина цяря Юдеї Ірода I Великого.
Клеопатра походила з Єрусалима. Отримала прізвище Єрусалимська за Йосифом Флавієм — була громадянкою Єрусалима, та щоб відрізнятися від Клеопатри VII, цариці Єгипту, доньки Птолемея XII. Ірод I Великий одружився з нею 25 р. до н. е. У 20-х роках до н. е. народила двох синів: Ірод Филипа, що був з 4 по 34 рік тетрархом Ітуреї, Трахонітської області, Батанеї та Аврана та другого Ірода, про якого нічого не відомо, окрім того, що він разом з Филипом виховувався у Римі.